# Escudo de Ginebra

Bandera de la ciudad y cantón de Ginebra

El escudo de la ciudad y el cantón de Ginebra fue adoptado en el siglo XIV. La ciudad de Ginebra, que fue capital del reino de Borgoña en el siglo IX, se integró en el Sacro Imperio Romano Germánico en 1032. Dentro del Imperio gozó de cierta autonomía y  fue regida en la práctica por sus obispos. En la primera versión conocida de este escudo, utilizada por el arzobispado de la ciudad, figuraron dos llaves de oro, amarillas o doradas, en un campo de gules, rojo. El uso de esta primera versión está documentado a partir del año 1342. Las dos llaves son el símbolo de San Pedro ya que la Catedral de Ginebra se encuentra bajo la advocación de este apóstol.
Desde el siglo XV las armas ginebrinas comienzan a figurar, en un escudo partido y dimidiado, junto a un campo de oro con águila exployada de sable que fue el escudo del Sacro Imperio. Con este cambio se quiso simbolizar la autonomía de Ginebra y su condición de ciudad del Sacro Imperio. Al tratarse de un escudo dimidiado, que es aquel en el que se representan las mitades de los blasones reunidos en él, únicamente pueden observarse una llave y un águila con una única cabeza y una pata. La representación más antigua conserva del escudo de Ginebra partido y dimidiado con las armas imperiales data de 1451.
La unión de Ginebra con Friburgo y Berna permitió que en 1536 la ciudad pudiese expulsar al obispo, separarse del Imperio y convertirse en una república teocrática que llegó a ser el principal foco del calvinismo. A pesar de su separación del Imperio, Ginebra mantuvo el águila del Sacro Imperio en su escudo de armas. En el año 1540 se introdujo en el timbre, uno de los adornos exteriores del escudo, la figura del sol (un antiguo símbolo de la ciudad) cargado con las iniciales "I H Σ" (J H S), "Jesus Hominum Salvator" (que en latín significa "Jesús salvador de los hombres“). El sol, que se convirtió en el símbolo de la luz de Dios, con las iniciales I H Σ fue uno de los emblemas más utilizados por Juan Calvino. En esta época también se introdujo una cinta con el lema "Post tenebras lux"  ("Después de la oscuridad luz"). El escudo con los adornos exteriores es utilizado únicamente por el Cantón de Ginebra aunque éste también emplea el escudo sin adornos exteriores usado por la ciudad.
Cuando en 1798 Ginebra fue anexionada por la Francia revolucionaria, se retiró la corona imperial antigua (cerrada por cuatro diademas, tres a la vista) de la cabeza del águila. En 1804 Napoleón aumentó el escudo con un jefe (una pieza heráldica horizontal que se sitúa en la parte superior del escudo) de gules cargado con tres abejas de oro y le añadió los adornos exteriores propios de las ciudades de primer orden del Imperio francés. Al producirse la caída de Napoleón en 1814, se retiraron los cambios introducidos por Napoleón y  se recuperó la antigua corona imperial sobre la cabeza del águila.
En 1815 Ginebra se integró en la Confederación Helvética y su escudo adquirió la forma actual, con la punta redondeada.
La ciudad y el cantón de Ginebra poseen una bandera de carácter heráldico con los elementos de su escudo. Existe una versión simplificada de la bandera en la que no se reproducen los muebles (figuras) del escudo.